# 슈타르나 1세
슈타르나 1세(Shuttarna I)는 미탄니 초기의 왕(재위:기원전 1490~기원전 1470)이었다. 산스크리트 어로 슈타르나는 좋은 태양이이다. 그의 이름은 알랄락에서 발견된 봉인에서 발견되었다. 그는 키르타의 아들이며 기원전 15세기에 다스렸다. 
| 전 대 키르타 | 제2대 미탄니 국왕 기원전 1490~기원전 1470 | 후 대 바라타르나 |

## 같이 보기
- 미탄니